# Miracolo eucaristico di Firenze

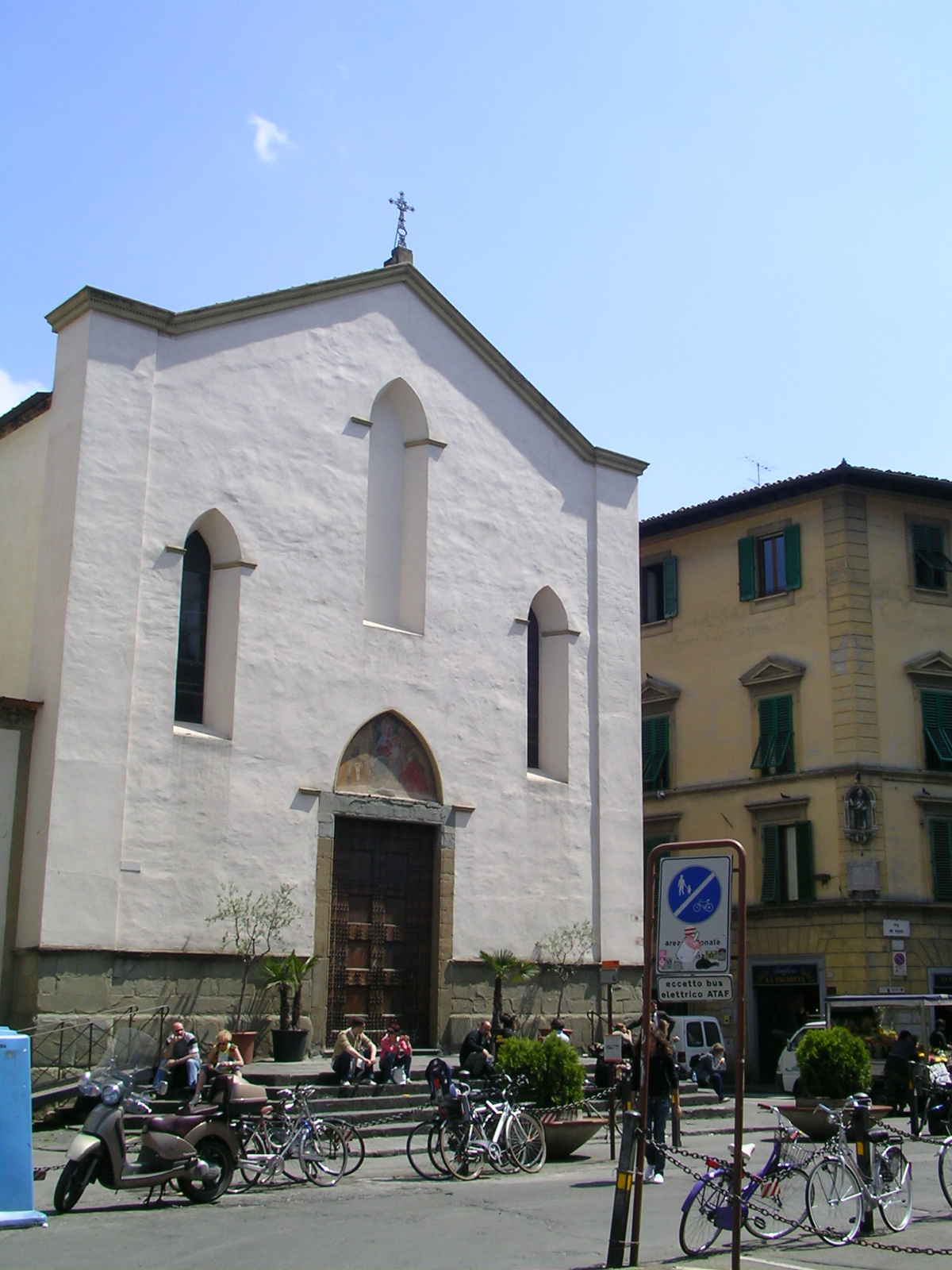
Chiesa di Sant'Ambrogio (Firenze)

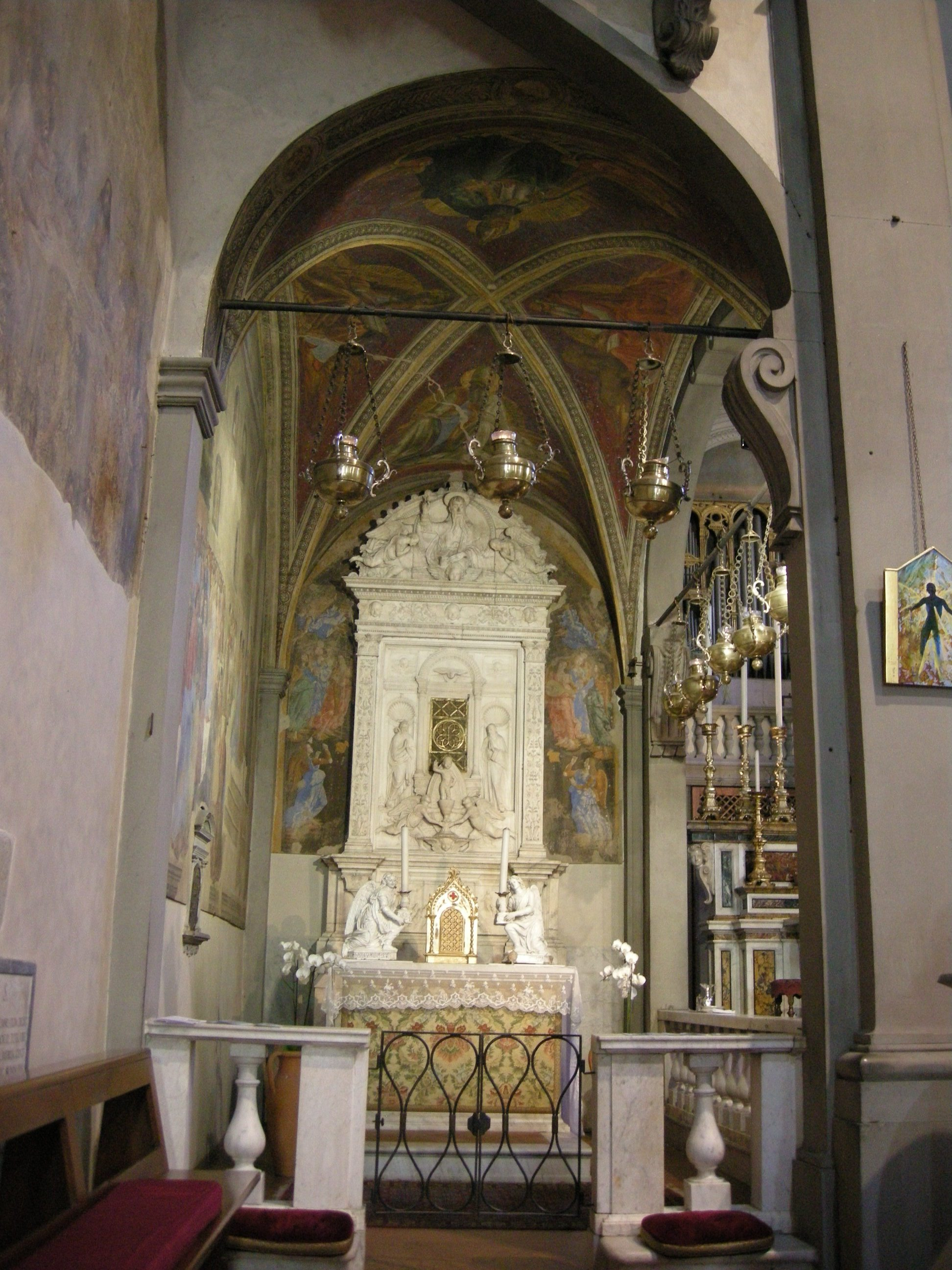
Chiesa di Sant'Ambrogio, la cappella con le reliquie

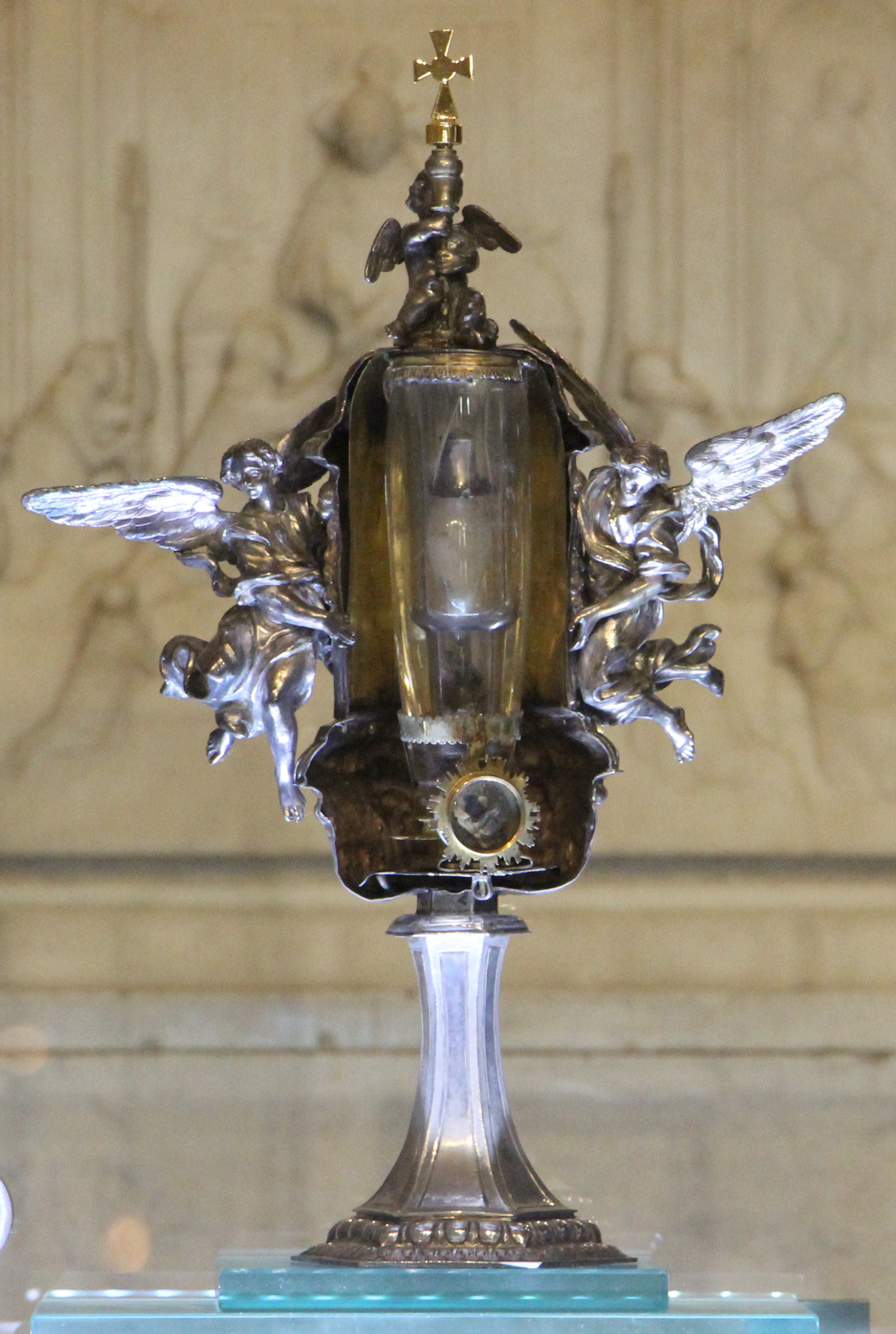
Bartolomeo di Piero Sasso, reliquiario del miracolo di Sant'Ambrogio a Firenze, 1511.

Il miracolo eucaristico di Firenze sarebbe avvenuto nel 1230 nell'omonima città: un anziano sacerdote, che durante la messa aveva lasciato inavvertitamente nel calice un po' di vino consacrato, vi avrebbe ritrovato il giorno dopo "del sangue vivo raggrumato e incarnato". Nella stessa chiesa, nel 1595, si sarebbe verificato un secondo miracolo eucaristico.

## La storia
Nella chiesa di Sant'Ambrogio, sita nel quartiere Santa Croce di Firenze, il 30 dicembre 1230 un anziano sacerdote, di nome Uguccione, nel detergere il calice durante la messa, vi lasciò inavvertitamente del vino consacrato: il giorno dopo, secondo quanto tramandato dalla tradizione, lo ritrovò "come sangue vivo raggrumato e incarnato".
Il liquido raggrumato, raccolto in un'ampolla di cristallo, fu portato in curia per disposizione del vescovo Ardingo Foraboschi. Dopo un periodo di osservazione di un anno la reliquia, per intercessione dei frati francescani, fu riportata nella chiesa di Sant'Ambrogio, dove tuttora è custodita in un artistico tabernacolo di marmo, realizzato da Mino da Fiesole. Il pontefice concesse dopo poco tempo alcune indulgenze, nel 1257 e nel 1266, come per l'analogo miracolo di Bolsena del 1263. 
L'importanza attribuita in quei secoli ai miracoli eucaristici è da ricollegare alla lotta contro le eresie dei Catari e dei Patarini che, anche se per motivi diversi, negavano la presenza reale del Corpo e del Sangue di Cristo nell'eucaristia.
Venne affidata alla Corporazione dei Giudici e dei Notai, la più importante di Firenze, la cura della reliquia, che ogni anno veniva portata in processione, e avrebbe salvato la città in occasione della peste del 1348. L'episodio è descritto in un affresco del 1486, opera di Cosimo Rosselli, conservato nella chiesa stessa.
Papa Bonifacio IX, nel 1399, concesse alla chiesa di Sant'Ambrogio le stesse indulgenze riservate alla Porziuncola di Assisi.

## Il secondo miracolo eucaristico
Il 24 marzo 1595, Venerdì Santo, nella stessa chiesa divampò un violento incendio, durante il quale un sacerdote, cercando di mettere in salvo la pisside con le ostie consacrate, inciampò facendo finire le particole tra le fiamme.
Dopo l'incendio le particole, avvolte in un corporale, sarebbero state ritrovate miracolosamente intatte.
Successivamente l'arcivescovo Alessandro Marzi Medici, dopo un'indagine, dichiarò l'episodio miracoloso, autorizzandone il culto.
Le reliquie sono oggi conservate nella stessa chiesa, nel tabernacolo della Cappella del Miracolo del Sacramento, insieme all'altra reliquia del sangue raggrumato, e insieme vengono esposte ogni anno durante le Quarantore, raccolte in un unico ostensorio.